# Rafael Reig
Rafael Reig Carriedo (Cangas de Onís, 16 de septiembre de 1963) es un novelista y crítico literario español.

## Biografía
Pasó su primera infancia en Colombia y realizó estudios de Filosofía y Letras en Madrid y Nueva York, donde se doctoró con la tesis «Mujeres por entregas: la prostituta en la novela del XIX».
Reig cuenta con una extensa trayectoria docente que se ha desarrollado en universidades estadounidenses. Tras ser profesor en la Universidad de Saint-Louis, actualmente enseña Literatura en Madrid, en la escuela de creación literaria Hotel Kafka. Ha editado obras de Mariano José de Larra o Benito Pérez Galdós (El crimen de la calle de Fuencarral, Lengua de Trapo, 2001) y editó y prologó la novela colectiva decimonónica Las vírgenes locas (Lengua de Trapo, 1999), entre otros trabajos de investigación.
También colabora en publicaciones de papel y de Internet, donde editó, a lo largo de 1999, la novela por entregas Razón de más. Escribió series de artículos en El Cultural de El Mundo («En primera instancia», 2006-2007); Público («Carta con respuesta» y «Papelera de reciclaje», 2007-2009), donde ejerció como redactor jefe de Participación y columnista diario; ABC Cultural (2010-2012) y eldiario.es («Carta con respuesta», 2012-2015).

## Obra
- Esa oscura gente (Exadra, 1990)
- Autobiografía de Marilyn Monroe (1992; Tusquets, 2019)
- La fórmula Omega (Lengua de Trapo, 1998)
- Sangre a borbotones (2002; Tusquets, 2021)
- Guapa de cara (2003; Tusquets, 2023)[5]
- Hazañas del capitán Carpeto (Lengua de Trapo, 2005)
- Manual de literatura para caníbales (2006; Tusquets, 2016, 2 vols.: Señales de humo y La cadena trófica)
- Visto para sentencia (Caballo de Troya, 2008), artículos
- Todo está perdonado (Tusquets, 2011)
- Lo que no está escrito (Tusquets, 2012)
- Un árbol caído (Tusquets, 2015)
- Para morir iguales (Tusquets, 2018)
- Amor intempestivo (Tusquets, 2020)
- El río de cenizas (Tusquets, 2022)
- Cualquier cosa pequeña (Tusquets, 2024)

### Libros colectivos
- con Fernando Aramburu, Javier Azpeitia, Santiago Auserón y otros: Cien mil millones de poemas (Demipage, 2011)
- con Antonio Orejudo y Luisgé Martín: ¡Mío Cid! (451 Editores, 2007)
- con Espido Freire, Luis Eduardo Aute, Ouka Leele y otros: Tic-tac. Cuentos y poemas contra el tiempo (Atlantis, 2007)
- con David Torres, Ángel García Collantes y Beatriz de Vicente:[6][7] Siete crímenes casi perfectos (Debate, 2009)

## Galardones
- 2002 - Premio de la Crítica de Asturias por la novela Sangre a borbotones[8]
- 2003 - Finalista del Premio Fundación José Manuel Lara por la novela Sangre a borbotones[9]
- 2006 - Finalista de la Duncan Lawrie International Dagger por Blood on the saddle, versión inglesa de Sangre a borbotones
- 2006 - Finalista del Premio Salambó por la novela Manual de literatura para caníbales[10]
- 2010 - Premio Tusquets de Novela por Todo está perdonado[11]
- 2018 - Premio de la Crítica de Madrid por la novela Para morir iguales[12]